# 石川光男
石川 光男（いしかわ みつお、1918年8月19日 - 1981年4月10日）は、日本の児童文学作家。
東京出身。立正大学中退。1943年軍隊に召集され、45年乗っていた特務艦が魚雷攻撃を受けて沈没するが奇跡的に生還。
戦後は新潮社に勤務、戦争体験をもとに童話「若草色の汽船」を書く。おもにノンフィクション作品を執筆。

## 著書
- 『カモメサン』（國華堂日童社） 1943
- 『若草色の汽船』（東都書房） 1963
のち学研少年少女文庫
- 『ゼロ戦と戦艦大和 太平洋戦争の栄光と悲劇』（偕成社、少年少女ドキュメンタリー） 1969
- 『仲よしとけんかの話』（国際情報社、みんなが知ってる世界おとぎ話）　1969
- 『南極にいどむ』（集英社、ジュニア版世界の冒険） 1971
- 『コロンブス』（小峰書店、幼年伝記ものがたり） 1972
- 『戦艦物語 日本海軍の興隆と滅亡』（偕成社、少年少女ドキュメンタリー） 1972
- 『血と砂 ある海軍兵士のいかり』（あすなろ書房） 1974
- 『奇跡の脱出』（学習研究社、ジュニアチャンピオンノベルス） 1975
- 『ナポレオン』（主婦の友社、少年少女世界伝記全集） 1977
- 『てっぽうおおさわぎ 種子島鉄砲伝来記』（帆足次郎絵、岩崎書店、絵本ノンフィクション） 1977
- 『正義に生きる』（童心社、ノンフィクションブックス） 1978
- 『空とぶ千里のくつ』（教育画劇） 1978
- 『花咲く島・国境 石川光男詩文集』（石川愛子） 1982

## 共編著
- 『こどもノンフィクション』全20巻（来栖良夫、神戸淳吉共編、小峰書店） 1964 - 1965
- 『世界一の新幹線』（仁杉巖共著、鹿島研究所出版会、少年の科学）　1968

## 翻訳
- 『スカラムーシュ』（サバチニ、小学館、少年少女世界の名作文学） 1967
- 『カーネギー』（訳編、小峰書店、世界偉人自伝全集） 1968
- 『コンチキ号漂流記』（ハイエルダール、講談社、世界の名作図書館） 1969